# Merleta (heráldica)

La mertleta como se muestra en heráldica inglesa, aquí con tintura de sable

Representación de una merleta.

Una merleta es un mueble heráldico representado por un pájaro (semejante a un vencejo) visto de perfil, mirando a la diestra del escudo (la izquierda del observador), con las alas pegadas al cuerpo y desprovisto de patas y más raramente también de pico.

## Simbolismo
La incapacidad de la merleta de aterrizar y de vista como símbolo de la constante búsqueda de la sabiduría, formando, por esta razón, parte de los escudos de armas de muchas instituciones educativas del Reino Unido y de países angloparlantes, como el University College, el Worcester College, el Pembroke College, la Universidad McGill o la Universidad de Victoria en Canadá, donde el diario de los estudiantes se llama The Martlet, (traducido del inglés, significa la merleta).
También puede significar enemigos vencidos a los que se les ha quitado las defensas.

## Galería

Escudo de Eduardo el Confesor.
Escudo de Enrique II de Inglaterra.
Escudo del Worcester College.
Escudo de armas de la comuna francesa de Cosne-Cours-sur-Loire.
Escudo de la ciudad de Dundalk.